# Partido Campesino Polaco
El Partido Campesino Polaco (o Partido Popular Polaco; PSL, por Polskie Stronnictwo Ludowe) es un partido político de Polonia. Fue refundado el 5 de mayo de 1990, basándose en los ideales del Partido Popular Piast, disuelto en 1931.

## La historia de PSL
La mayor parte de sus miembros habían sido miembros del izquierdista ZSL, el Partido Popular Unido (en polaco Zjednoczone Stronnictwo Ludowe), un subordinado del Partido Obrero Unificado Polaco. El primer presidente del Partido Popular fue Roman Bartoszcze. Después de la caída del comunismo, en 1989 este partido, junto a varios miembros del grupo Solidaridad formaron el primer gobierno no comunista en 42 años y en 1990 el partido cambió su nombre al actual PSL. El actual presidente del Partido Popular es Władysław Kosiniak-Kamysz. 
Durante las elecciones generales en 1991 el Partido Popular (Polonia) obtuvo un 8,67% y 48 escaños en Sejm (el parlamento polaco, Sejm, tiene 460 escaños) y 7 escaños en el Senado de Polonia y formó gobierno en coalición con la Alianza de la Izquierda Democrática (SLD). En 1993 obtuvo un 15,4%, 132 escaños (Sejm) y 36 escaños en el Senado. Sin embargo en 1997 obtuvo un 7,3%, 27 escaños (Sejm) y 3 escaños en el Senado. En 2001 obtuvo un 8,98%%, 42 escaños (Sejm) y 4 escaños en el Senado. A partir de estas elecciones se rompe la alianza con la SLD y el partido cambia su posición a una más centrista. Desde las elecciones de 2007 donde obtuvo 8,93% de los votos, 31 escaños (Sejm); formó un gobierno de coalición con Plataforma Cívica (PO) y la alianza ganó nuevamente en 2011.
En las elecciones municipales y regionales de 2014 se ha alzado al tercer puesto con un 23'88% de los votos y el gobierno de 4 de las 16 provincias (Wielkopolski, Lublin, Warmia-Mazuria y Swietokzryski); siendo solo superado por los también conservadores PO (26'89%) y PiS (26'29%) y por delante del partido socialista SLD (8'79%) y del derechista NP (3'89%).
Sin embargo, en las elecciones de 2015 la alianza PO-PSL perdió frente al partido Ley y Justicia quien obtuvo mayoría absoluta; mientras que en esta elección el PSL obtuvo uno de sus peores resultados con 5,1%, 16 escaños (Sejm) y un senador.
En las elecciones parlamentarias de 2019 participó dentro de la Coalición Polaca, obteniendo 20 escaños y 3 senadores.

## Resultados electorales
|  | 8,67 % |

|  | 15,40 % |

|  | 7,31 % |

|  | 8,98 % |

|  | 6,96 % |

|  | 8,91 % |

|  | 8,36 % |

|  | 5,13 % |

|  | 8,55 % |

|  | 5.51 % |

a Dentro de Coalición Polaca.
b Dentro de Tercera Vía.